# Metroid Prime Pinball
Metroid Prime Pinball és un videojoc de pinball basat en la saga de videojocs Metroid. Aquest videojoc té molts elements de la història del Metroid Prime. Va ser desenvolupat per Fuse Games (creadors del Mario Pinball Land) per a la Nintendo DS.

## Jugabilitat
Metroid Prime Pinball usa la mecànica bàsica del pinball, complet amb un assortiment d'objectes de pinball típics que inclouen aletes, filadors, para-xocs i rampes. A més, s'introdueixen noves mecàniques, com ara els enemics que passegen per la taula, salt de paret i la capacitat de disparar armes. La pantalla tàctil de la Nintendo DS pot ser usada com a empenyidor a la taula de pinball i alterar la trajectòria de la pilota. El joc consta de sis taules de pinball, cadascuna d'elles inspirada en una àrea diferent de Metroid Prime. Cada taula es mostra a les dues pantalles de la Nintendo DS. Inicialment només hi ha dues taules disponibles per a jugar: Pirate Frigate i Tallon Overworld. Després de jugar amb les dues primeres taules, el jugador obrirà dues taules més: Phendrana Drifts i Phazon Mines. En qualsevol de les dues taules, el jugador ha de lluitar contra un enemic final per completar-la.
Durant el transcurs del joc, el jugador haurà d'adquirir dotze artefactes, que són premis que es concedeixen després d'aconseguir objectius com guanyar minijocs o batre patrons. Un cop s'hagi adquirit dotze artefactes, se concedeix l'accés a una taula anomenada Artifact Temple, que col·loca sis boles a la taula al mateix temps. Per completar la taula, s'han d'aconseguir dotze dianes diferents amb les boles mentre són bombardejades per atacs de Meta Ridley, un dels antagonistes de la saga Metroid Prime. Si es perden totes les boles, la taula acaba; el jugador no perd cap dels dotze artefactes ja recol·lectats, però es veu obligat a revisitar una altra taula i completar-la abans de permetre-li un segon intent a Artifact Temple. En completar Artifact Temple, l'accés es concedeix a la taula final, Impact Crater. Després que el jugador derroti la criatura Metroid Prime a Impact Crater, el joc desbloqueja un nivell de dificultat, el mode Expert.
El joc també compta amb un mode "Single Mission" que limita els jugadors a una sola taula. Les taules Pirate Frigate i Tallon Overworld desafien als jugadors a obtenir una puntuació més alta, com en un pinball real; a les altres taules, els jugadors es classifiquen segons el temps necessari per completar una missió. A més del mode un jugador, el joc té un mode multijugador, que només requereix una còpia del joc i permet que fins a vuit jugadors puguin competir en una cursa per assolir la puntuació objectiu. El mode utilitza una setena taula, Magmoor Caverns, que no apareix en el mode d'un sol jugador.